# Qədir Hüseynov
Qədir Hüseynov (ur. 21 maja 1986 w Moskwie) – azerski szachista, w latach 1994–1998 reprezentant Rosji, arcymistrz od 2002 roku.

## Kariera szachowa
W latach 1994–2003 wielokrotnie startował na mistrzostwach świata i Europy juniorów w różnych kategoriach wiekowych, zdobywając cztery medale: dwa dla Azerbejdżanu (złoty – Băile Herculane 1994, ME do 10 lat oraz brązowy – Oropesa del Mar 1998, MŚ do 12 lat) oraz dwa dla Rosji (brązowy – Rimavská Sobota 1996, ME do 10 lat oraz srebrny – Tallinn 1997, ME do 12 lat). W 2004 r. zakwalifikował się do rozegranego w Trypolisie pucharowego turnieju o mistrzostwo świata, w I rundzie zwyciężając Giovanniego Vescoviego, ale w drugiej przegrywając z Lewonem Aronjanem. W 2009 r. podzielił V-VIII m. w indywidualnych mistrzostwach Europy, rozegranych w Budvie.
Odniósł szereg indywidualnych sukcesów, m.in.:
- dz. I m. w Petersburgu (2000, wspólnie z m.in. Władimirem Karasiowem),
- I m. w Budapeszcie (2001, turniej First Saturday FS06 GM),
- I m. w Ałuszcie (2001),
- dz. I m. w Baku (2002, mistrzostwa Azerbejdżanu, wspólnie z Şəhriyarem Məmmədyarovem),
- I m. w Tambowie (2003),
- dz. I m. w Teheranie (2005, turniej FAJR Open, wspólnie z Elshanem Moradiabadim, Nidżatem Mamedowem, Tigranem L. Petrosjanem i Jewgienijem Glejzerowem),
- dz. I m. w Baku (2005, wspólnie z Eduardem Andriejewem i Tamazem Gelaszwilim),
- dz. I m. w Lahijanie (2005, wspólnie z Beniaminem Galstjanem),
- dz. I m. w Dubaju (2007, wspólnie z Lewanem Pantsulaią, Amirem Bagherim i Sarhanem Guliewem),
- dz. II m. w Stambule (2007, za Michaiłem Gurewiczem, wspólnie z m.in. Eltajem Safarlim, Lewanem Panculają, Armanem Paszikjanem i Dawidem Arutinianem),
- dz. II m. w Baku (2008, za Jewgienijem Najerem, wspólnie z m.in. Nigelem Shortem, Aleksiejem Aleksandrowem, Wadimem Miłowem i Baadurem Dżobawą),
- dz. II m. w Chanty-Mansyjsku (2008, za Dmitrijem Boczarowem, wspólnie z m.in. Raufem Mamedowem, Dmitrijem Kokariewem i Eldarem Gasanowem),
- dz. I m. w Nachiczewanie (2013, wspólnie z Igorem Kurnosowem i Aleksandrem Szymanowem).

Wielokrotny reprezentant Azerbejdżanu w rozgrywkach drużynowych, m.in.:
- siedmiokrotnie na olimpiadach szachowych (w latach 2002, 2004, 2006, 2008, 2010, 2012, 2014); medalista: indywidualnie – brązowy (2004 – na IV szachownicy)[5],
- trzykrotnie na drużynowych mistrzostwach świata (w latach 2010, 2011, 2013)[6],
- sześciokrotnie na drużynowych mistrzostwach Europy (w latach 2003, 2005, 2007, 2009, 2011, 2013); pięciokrotny medalista: wspólnie z drużyną – dwukrotnie złoty (2009, 2013), srebrny (2011) i brązowy (2007) oraz indywidualnie – srebrny (2013 – na V szachownicy)[7].

Najwyższy ranking w dotychczasowej karierze osiągnął 1 maja 2022 r., z wynikiem 2668 punktów zajmował wówczas 70. miejsce na światowej liście FIDE.